# 保罗·若苏埃
保罗·若苏埃·斯圖爾默·多斯萊斯（葡萄牙語： Paulo Josué Stürmer dos Reis，1989年3月13日—）， 是原籍巴西的马来西亚归化职业足球运动员，司职中场及前锋。现效力于马来西亚超级足球联赛的吉隆坡市及代表马来西亚国家足球队。

## 荣誉

### 俱乐部
吉隆坡市
- 马来西亚杯冠军：2021年
- 亚洲足协杯亚军：2022年
- 马来西亚首要足球联赛亚军：2017年